# Израелски ветрилопръст гекон
Израелските ветрилопръсти гекони (Ptyodactylus puiseuxi) са вид влечуги от семейство Phyllodactylidae.
Разпространени са в пустинни и полупустинни местности в Близкия Изток. На цвят са светло до тъмно кафяви, с множество дребни бели петна по гърба. Активни са главно през нощта.